# KAKUSHO
KAKUSHO（かくしょう、k.kakusho、1955年 - ）は大阪府出身の現代芸術家。

## 来歴
大阪府出身。幼少期より絵画および音楽に親しみ、6歳で書を始め、11歳から古典書法の本格的な学習を開始する。16歳で全国公募の日本書芸院展に初出品し初入賞。以後、28歳で二科審査員、32歳で大賞を受賞し一科審査員、34歳で読売書法展の評議員、44歳で同展の役員幹事を歴任した。
その後、公募展での活動を終了し、古代文字や象形文字など世界の文字文化の造形美に注目し、研究と創作に取り組む。書を時間と空間の中で展開する芸術と捉え、「時空間芸術」としての現代的な書表現を追究している。
1990年代以降、国内外で展覧会を多数開催。日本では新神戸オリエンタルホテルや大阪市中之島中央公会堂、江之子島文化芸術創造センターなどで個展を重ねる。海外ではフランスを中心に、パリ・マドレーヌ寺院やルーブル美術館カルーセル・デュ・ルーヴル、サンジェルマン・デ・プレ、ナント市ブルターニュ大公城、パリ17区ルヴァロア市、リヨン、ボーヌ、ストラスブールなどで個展や企画展を開催。ルイ・ヴィトン主催のイベントや日仏文化芸術交流展「DOU in Paris」、在モーリシャス大使館主催の展覧会にも招かれている。

## 展覧会歴
- 新神戸オリエンタルホテル（日本・神戸）：「世界の文字展」開催（以降、毎年国内にて個展開催）
- マドレーヌ寺院（フランス・パリ）：「KAKUSHÔ」展
- ルイ・ヴィトン ジャルダン・ダクリマタシオン（フランス・パリ）：日本イベントにてワークショップ開催（主催：Jardin d'Acclimatation）
- 「DOU in Paris」展（フランス・パリ）日仏文化芸術交流企画
- カルーセル・デュ・ルーヴル（ルーブル美術館内、フランス・パリ）：ソシエテ・ナショナル・デ・ボザール展 招待出品
- フランス国立工業振興会館（サンジェルマン・デ・プレ、パリ）：「KAKUSHÔ」展
- 中之島中央公会堂（日本・大阪）：「KAKUSHÔ」展（複数回開催）
- ブルターニュ大公城（フランス・ナント）：「KAKUSHÔ」展（ナント市招聘）
- ルヴァロア・ペレ市主催（フランス・ルヴァロア・ペレ市役所）：「KAKUSHÔ」展（市の公式企画）
- リヨン市（フランス）：企画展「KAKUSHÔ」展
- シャトー・ド・ムルソー（フランス・ボーヌ）：「ETIQUETTES CALLIGRAPHIQUES de Vin de Bourgogne」展（ワインラベル書道、招聘）
- Pavillon Joséphine, オランジェリー公園（フランス・ストラスブール）：「KAKUSHÔ」展（在ストラスブール日本国総領事館後援）
- 在モーリシャス日本大使館（モーリシャス）：招聘による個展
- 江之子島文化芸術創造センター（日本・大阪）：「KAKUSHÔ」展
- ヴェルサイユ（フランス）：「KAKUSHÔ」展（開催予定）

## 作風と理念
書の創作においては、幼少より漢字の古典に学び、とくに中国の章草・行草を中心に40年以上にわたり研鑽を積むとともに、甲骨文（紀元前1500年頃）を起点とした世界各地の古代文字に関心を深め、シュメール・アッカドの楔形文字、エジプトのヒエログリフ、フェニキア文字、ルーン文字、古ヘブライ文字、ナパテア文字、初期ギリシア文字など、広範な文字文化の造形美を研究している。
書を平面上の表現にとどめず、時間・空間を包含する立体的な芸術としてとらえ、墨が紙に染み込む厚みや奥行を構成要素として三次元的に再構成する手法を試みている。素材にはアクリルや鉄、ステンレスなどを用い、シルクスクリーンやレーザー加工といった現代技術を取り入れた立体作品の制作も行う。
また、書は造形芸術であると同時に時間芸術であり、書線は筆を動かす時間の流れとともに成立するという立場をとる。近年は、書に内在する「音・光・影・時間」の連関性に注目し、線を奥行きへと展開させる構築的試みを行っている。

## 作品
・企画展「サムライ」イベント開催